# جوينغ سنيك (شخصية)
جوينغ سنيك؛ (بالإنجليزية: Goingsnake) (حوالي 1758 - 1 مارس 1840)؛ في شيروكي، كان I-na-du-na-i (شيروكي) محاربًا محترمًا وخطيبًا موهوبًا وزعيمًا سياسيًّا بارزًا لشعبه. وُلِد بالقرب من بحيرة نوتلي الحاليّة (التّي تمّ إنشاؤها كمشروع لهيئة وادي تينيسي (TVA) في عام 1942)، جورجيا، التي كانت آنذاك جزءًا من إقليم شيروكي الكبير.
عندما أُجبر الشّيروكي على التّنازل عن أراضيهم وأخرجتهم قوّات الولايات المتّحدة من وطنهم في جنوب شرق الولايات المتّحدة، رافقهم جوينغ سنيك، الذي كان يبلغ من العمر 80 عامًا، في طريق الدّموع عام 1838. قام ببناء منزل جديد في الإقليم الهنديّ، لكنّه توفي بعد وقت قصير من الإزالة. تاريخ وفاته غير معروف. احتفلت أمّة الشّيروكي بذكراه من خلال تسمية أحد أقسامها السياسية الفرعية في عام 1840 باسم منطقة جوينغ سنيك.

## حياته
أصبح جوينغ سنيك زعيمًا بارزًا من قبيلة الشّيروكي، وعمل في البداية كرئيس بلدة فيما كان يُطلق عليه "مدينة جوينغ سنيك". عام 1808، أصبح ممثّلًا في المجلس الوطنيّ لمنطقة أموهي (الواقعة في مقاطعة بولك الحالية بولاية تينيسي في الجزء الجنوبي الشّرقي من الولاية). تمّ انتخاب جوينغ سنيك في عام 1827 كرئيس للمجلس الوطني، تحت قيادة جون روس كرئيس. اكتسب جوينغ سنيك سمعة كونه أحد "رجال روس الأيمن".
كان جوينغ سنيك من بين سبعمئة محارب من الشّيروكي الذين قاتلوا مع الجنرال أندرو جاكسون عام 1814 ضد جزر الكريك في معركة هورسشو بيند.
تحت قيادة الجنرال وينفيلد سكوت، كان الجيش مسؤولاً عن عمليات الإزالة القسرية لقبيلة الّشيروكي المعروفة باسم "درب الدموع". كانت النّتائج الأوّلية كارثيّة للغاية لدرجة أنّ قادة الشّيروكي، بما في ذلك جوينغ سنيك، نجحوا في تقديم التماس إلى سكوت للتّأخير والسّماح بالقيادة الذّاتية للمفارز المستقبلية. غادر جوينغ سنيك مع المفرزة الأولى تحت قيادة الشّيروكي، والّتي غادرت في 28 سبتمبر 1838. عند وصوله إلى الأراضي الهندية بعد رحلة استغرقت أربعة أشهر، قام جوينغ سنيك ببناء مقصورته في وارد برانش كريك على بعد حوالي 6 أميال شمال ويستفيل الحالية، أوكلاهوما.
كانت آخر خدمة سياسية مسجلة لجوينغ سنيك هي المشاركة في المؤتمر العام بين الشّيروكي الّشرقي والغربي في تاهليكوا، الإقليم الهندي في 12 شهر يوليو عام 1839 وكان يبلغ من العمر 81 عامًا في ذلك الوقت. بعد ذلك بوقت قصير، تنحى جوينغ سنيك عن منصبه وتم انتخاب رئيس جديد.

## الأحداث المسجلة
كتب ويليام شوري كودي، وهو من الشّيروكي كان حاضرًا في إحدى رحلات المغادرة على طريق الدّموع، إلى صديق واصفًا ما رآه: "أخيرًا أُعطيت الكلمة للمضيّ قدمًا. ألقيت نظرة سريعة على طول الخطّ وشكل جوينغ سنيك، وهو زعيم كبير في السّن ومحترم، وقد ابيضّ رأسه ثمانين صيفًا، وامتطى مهره المفضّل، ومرّ أمامي وقاد الطّريق في صمت. في هذه الّلحظة بالذات، سقط صوت رعد منخفض على أذني. وكانت الشّمس صافية ولم يسقط المطر. كدت أعتقد أنّه صوت السّخط الإلهي على الأخطاء التي ارتكبها أبناء بلدي الفقراء وغير السّعداء، الّذين دفعتهم القوة الوحشية من كل ما أحبوه وأعزوه في أراضي آبائهم لإشباع شهوة الجشع." 
في التماس تمّ تقديمه إلى الكونجرس والرّئيس جاكسون، أعرب جون روس عن عدم كفاية ترتيبات الوكيل الحكوميّ لاجتماع مجلس الشّيروكي في شهر يوليو عام 1835 في جريني ووترز (روما الحالية، جورجيا). كان على الممثّلين أن يناموا على الأرض بالقرب من خيولهم المقيّدة. للإشارة إلى مدى سوء الظّروف، قال روس إنّ حصان جوينغ سنيك انفلت وداس على رأسه أثناء نومه. على الرغم من أن إصاباته كانت يُعتقد في البداية أنها خطيرة، إلا أن جوينغ سنيك تعافى في النهاية بدرجة كافية لمواصلة الاجتماع.

## موته
توفي جوينغ سنيك بعد وقت قصير من وصوله إلى الأراضي الهنديّة. تم دفنه بالقرب من مقصورته، وتمّ وضع علامة على موقع القبر لاحقًا بشاهد قبر يحمل نقشًا: "الزّعيم جوينغ سنيك، خطيب الشّيروكي الشهير، ولد عام 1758".
عندما أنشأت أمّة الشّيروكي الغربية مناطق في عام 1840، تمّ تسمية منطقة جوينغ سنيك (التي أصبحت الآن جزءًا من مقاطعة أدير، أوكلاهوما) على شرفه. كما تمّ تسمية شارع في تاليكوا، أوكلاهوما ، عاصمة أمة الشيروكي، باسمه.